# Hirata Tomoya
Tomoya Hirata (giapponese: 平田 智也; 27 febbraio 1994) è un goista giapponese, 8-dan professionista per la Nihon Ki-in.

## Carriera
Discepolo di So Kofuku 9 dan, è diventato professionista nel 2009, raggiungendo il livello di 2 dan nel 2011 e di 3 dan nel 2012.
Nel 2013 è stato selezionato come membro della squadra maschile giapponese ai Giochi Asiatici Indoor e di Arti Marziali; nello stesso anno ha perso la finale della decima edizione della Coppa Nakano per under-20 contro Kyo Kagen.
Nel 2014 ha perso la finale della prima edizione della Coppa Chisato, contro Suzuki Shinji.
Nel 2015 è stato promosso 4 dan; è stato sconfitto da Kyo Kagen nella finale della quarantesima edizione dello Shinjin-O, e per tale motivo è stato promosso 7 dan.
Nel 2019 ha vinto la quattordicesima edizione della Wakagoi Cup, sconfiggendo in finale Mutsuura Yuta.
Nel 2021 ha raggiunto le semifinali della trentesima edizione del Ryusei e ha vinto il gruppo preliminare della settantasettesima edizione dell'Honinbo.
Nel 2022 ha vinto la Agon Cup, sconfiggendo Ichiriki Ryo Honinbo in semifinale e Iyama Yuta Kisei in finale; nella successiva finale della Agon Cup Cina-Giappone ha perso contro il cinese Li Qincheng. L'anno successivo è stato promosso 8 dan.
Ha partecipato alla stagione 2022-23 della Korean Baduk League nella squadra della Nihon Ki-in ottenendo 2 vittorie e 5 sconfitte.

## Vita personale
Hirata è anche commentatore per il canale YouTube della Nihon Ki-in dal 2021. Nel 2021 ha sposato la doppiatrice Haruka Terui.

## Palmarès
| Tornei                 | Vittorie  | Finalista |
| Nazionali              | Nazionali | Nazionali |
| ---------------------- | --------- | --------- |
| Agon Cup               | 1 (2022)  |           |
| Wakagoi Cup            | 1 (2019)  |           |
| Shinjin-O              |           | 1 (2015)  |
| Coppa Chisato          |           | 1 (2014)  |
| Internazionali         |           |           |
| Agon Cup Cina-Giappone |           | 1 (2022)  |